# Puffinus
Puffinus – rodzaj ptaków z rodziny burzykowatych (Procellariidae).

## Rozmieszczenie geograficzne
Rodzaj obejmuje gatunki występujące na wszystkich oceanach świata.

## Morfologia
Długość ciała 25–40 cm, rozpiętość skrzydeł 58–93 cm; masa ciała 82–575 g.

## Systematyka
Rodzaj zdefiniował w 1760 roku francuski zoolog Mathurin Jacques Brisson w publikacji własnego autorstwa poświęconej ornitologii. Gatunkiem typowym jest (tautonimia) burzyk północny (P. puffinus).

### Etymologia
- Puffinus: angielskie nazwy Puffing (około 1502 roku) lub Puffin (około 1508), początkowo stosowane do tuszy z pisklęcia burzyka, przysmaku angielskiego stołu do końca XVIII wieku. Przez zamieszanie i skojarzenia nazwę tę stopniowo zaczęto stosować również na określenie maskonura, aż stała się nazwą tego gatunku w drugiej połowie XIX wieku, ale w ornitologii zachowano ją jako ogólną nazwę dla burzyków[12].
- Nectris: gr. νηκτρις nēktris ‘pływak’, od νεω neō ‘pływać’[13]. Gatunek typowy (późniejsze oznaczenie)[14]: Procellaria puffinus Brünnich, 1764.
- Thyellas: gr. θυελλα thuella ‘huragan, burza’, od θυω thuō ‘wściekać się’[15].
- Rhipornis: gr. ῥιπη rhipē ‘szybki lot, gwałtowny ruch’, od ῥιπτω rhiptō ‘rzucać się’; ορνις ornis, ορνιθος ornithos ‘ptak’[16]. Nowa nazwa dla Puffinus Brisson, 1760.
- Cymotomus: gr. κυμοτομος kumotomos ‘rozbijający fale’, od κυμα kuma ‘fale’; τομος tomos ‘tnący’, od τεμνω temnō ‘ciąć’[17].
- Reinholdia: epitet gatunkowy Puffinus reinholdi Mathews, 1912[c]; Johann Reinhold Forster (1729–1798), niemiecki przyrodnik podczas drugiej wyprawy Cooka[18]. Gatunek typowy (oryginalne oznaczenie): Puffinus reinholdi Mathews, 1912 (= Procellaria gavia J.R. Forster, 1844).
- Alphapuffinus: gr. αλφα alpha ‘pierwszy’; rodzaj Puffinus Brisson, 1760[19]. Gatunek typowy (oryginalne oznaczenie): Puffinus assimilis Gould, 1838.
- Microzalias: gr. μικρος mikros ‘mały’; rodzaj Zalias Heine & Reichenow, 1890 (burzyk)[20]. Gatunek typowy (oryginalne oznaczenie): Puffinus nativitatis Streets, 1877.
- Cinathisma: gr. κιναθισμα kinathisma, κιναθισματος kinathismatos ‘szelest skrzydeł’, od κινεω kineō ‘ruszać’[21]. Gatunek typowy (oznaczenie monotypowe): Cinathisma cyanoleuca Hull, 1916 (= Reinholdia reinholdi byroni Mathews, 1912 (= Procellaria gavia J.R. Forster, 1844)).

### Podział systematyczny
Takson ten okazał się polifiletyczny, dlatego część gatunków (pacifus, bulleri, griseus, tenuirostris, creatopus, carneipes i gravis) przeniesiono do odrębnego rodzaju Ardenna. Do rodzaju Puffinus należą następujące gatunki:
- Puffinus nativitatis Streets, 1877 – burzyk brunatny
- Puffinus subalaris Ridgway, 1897 – burzyk galapagoski
- Puffinus gavia (J.R. Forster, 1844) – burzyk nowozelandzki
- Puffinus huttoni Mathews, 1912 – burzyk wędrowny
- Puffinus opisthomelas Coues, 1864 – burzyk kalifornijski
- Puffinus bryani Pyle, A. Welch & R.C. Fleischer, 2011 – burzyk siodłaty
- Puffinus bannermani Mathews & Iredale, 1915 – burzyk boniński
- Puffinus myrtae Bourne, 1959 – burzyk polinezyjski
- Puffinus newelli Henshaw, 1900 – burzyk hawajski
- Puffinus auricularis C.H. Townsend, 1890 – burzyk białorzytny
- Puffinus bailloni Bonaparte, 1857 – burzyk tropikalny
- Puffinus persicus Hume, 1872 – burzyk perski
- Puffinus puffinus (Brünnich, 1764) – burzyk północny
- Puffinus yelkouan (Acerbi, 1827) – burzyk śródziemnomorski
- Puffinus elegans Giglioli & Salvadori, 1868 – burzyk ciemnolicy
- Puffinus assimilis Gould, 1838 – burzyk mały
- Puffinus lherminieri Lesson, 1839 – burzyk równikowy
- Puffinus baroli Bonaparte, 1857 – burzyk malutki
- Puffinus boydi Mathews, 1912 – burzyk brązoworzytny
- Puffinus heinrothi Reichenow, 1919 – burzyk podbielały